# Ovington, Durham
Ovington är en ort och civil parish i Storbritannien.   Den ligger i kommunen Durham i riksdelen England, i den centrala delen av landet, 400 km norr om huvudstaden London. Ovington ligger 135 meter över havet och antalet invånare är 217.
Terrängen runt Ovington är platt åt nordost, men åt sydväst är den kuperad. Runt Ovington är det ganska glesbefolkat, med 36 invånare per kvadratkilometer. Närmaste större samhälle är Darlington, 16,0 km öster om Ovington. Trakten runt Ovington består till största delen av jordbruksmark.